# 황영기
황영기(黃永基, 1952년 10월 29일 ~ )는 대한민국의 기업인이자, 우리은행장, KB금융지주의 회장을 지낸 금융인이다. 2015년에 제 3대 한국금융투자협회 회장으로 선출됐다.

## 학력
- 서울고등학교
- 서울대학교 무역학과 경제학 학사
- 런던 대학교 정치경제학대학원 경제학 석사[1]

## 경력
- 1975.01 삼성물산 경공업본부
- 1982.08 뱅커스트러스트은행 서울지점
- 1986.06 뱅커스트러스트 인터내셔널 동경지점 국제자본시장부 부사장
- 1989.05 삼성 회장 비서실 국제금융담당 이사
- 1993.10 삼성그룹 회장비서실 인사팀 팀장
- 1994.03 삼성전자 자금팀 팀장, 상무
- 1997.01 삼성생명 전략기획실 실장, 전무
- 1997.05 한미은행 비상임이사
- 1998.09 재정경제부 금융발전심의회 국제금융분과위원회 위원
- 1999.08 삼성투자신탁운용 대표이사 사장
- 2000.03 재정경제부 금융발전심의회 증권분과위원회 위원
- 2001.06 삼성증권 대표이사 사장
- 2004.03 우리금융 회장 겸 우리은행장
- 2006.12 한국종합예술학교 발전기금 이사
- 2007.06 법무법인 세종 고문
- 2007.08 서울대학교 경영대학원 초빙교수
- 2008.07 ~ 2009.09 KB금융지주 회장
- 2008.12 ~ 2009.11 한국경제교육협회 회장
- 2010.01 ~ 2012 차병원그룹 부회장
- 2010.01 ~ 2012 차바이오앤디오스텍 대표이사 회장
- 2012.08 ~ 2015.01 법무법인 세종 고문
- 2015.02 ~ 2018.02 제3대 한국금융투자협회 회장
- 학교법인 서강대학교 이사
- 2020.02 ~ 2021.02 한미협회 회장
- 2022.08 ~ 제10대 초록우산어린이재단 회장
- 2023.02 ~ 제2대 한국자선단체협의회 이사장
- 재단법인 한미동맹재단 고문

첫 사회생활은 삼성물산에서 시작했다. 이후 삼성전자와 삼성생명, 삼성투신, 삼성증권 등 다양한 계열사를 거치며 금융과 실물경제 모두를 고루 섭렵했다. 삼성그룹 핵심 계열사 사장단 모임인 '7인 위원회' 멤버에 속할 정도로 그룹의 실세로 꼽히기도 했다.

## 파생상품 투자 손실 사건
2009년 9월 9일, 금융위원회는 우리은행장 재직시절 파생상품에 투자하였다가 회사에 대규모손실을 초래했다는 이유로 '직무정지 상당의 징계'를 확정했다. 황영기는 9월 23일에 KB금융지주 회장 자리에 대하여 사의를 표명하였다. 이에 따라, KB금융 정관상 그룹 부회장인 강정원 국민은행장이 회장직을 대행하게 되었다.

## 참조
1. ↑  “차병원그룹 황영기 前KB 금융지주 회장 영입”. 메디파나뉴스. 2010년 1월 4일.
2. ↑  “황영기, '스타' 금융맨에서 자진사퇴까지”. 매일경제신문. 2009년 9월 23일. 2010년 6월 7일에 확인함.
3. ↑  “황영기 KB금융지주 회장 ‘직무정지 상당’ 징계확정”. 《파이낸셜뉴스》. 2009년 9월 9일.
4. ↑  “황영기 KB지주 회장 전격 사의 표명”. 매일경제신문. 2009년 9월 23일. 2010년 6월 7일에 확인함.